# Assiminea palauensis
Assiminea palauensis là một loài ốc nhỏ sống ở đầm ngập mặn là động vật thân mềm chân bụng, trong họ Assimineidae. Đây là loài đặc hữu của Palau.